# Jardín Botánico de Oropa

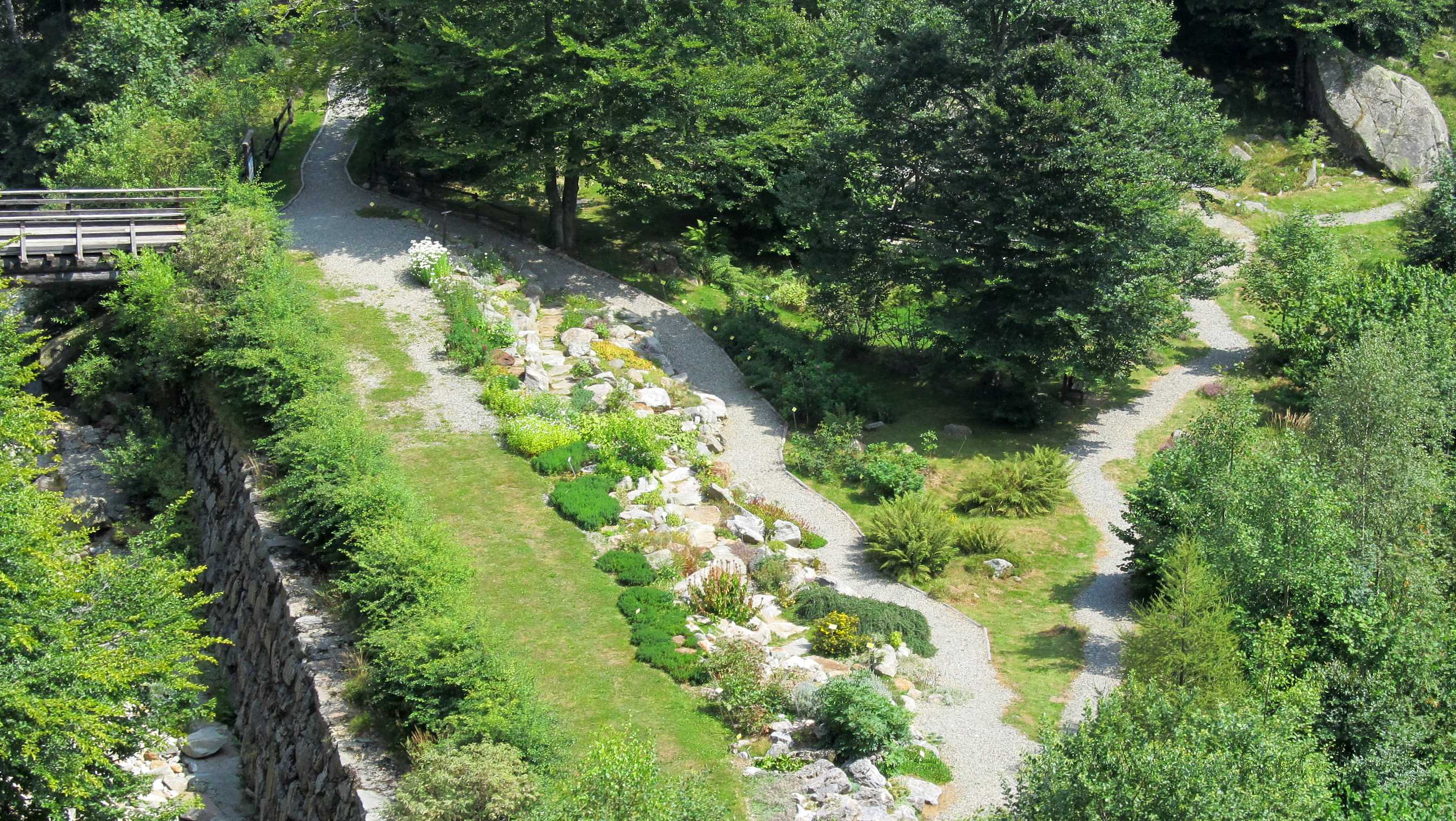
Panorama desde el teleférico Oropa - lago del Mucrone.

El Jardín Botánico de Oropa (en italiano: Giardino Botanico di Oropa) es una reserva de la naturaleza y jardín botánico en Oropa, Italia.

## Localización
Se ubica en Oropa, una ciudad a 12 kilómetros al noroeste de Biella,
Giardino Botanico di Oropa, Oropa, Biella, Provincia de Biella, Piamonte, Italia.45°37′42″N 7°58′44″E / 45.62833, 7.97889
- Promedio Anual de Lluvias: 900 mm
- Altitud: 1200 m s. n. m.

Está abierto en los meses cálidos todos los días excepto los lunes.

## Historia
El jardín consta de varios miles de metros cuadrados junto al "Torrente Oropa", y está administrado por el World Wide Fund for Nature de Biella, primordialmente como una reserva de naturaleza, pero también cultiva plantas de montaña procedentes de todo el mundo.

## Colecciones
El sitio donde está ubicado el jardín presenta una vegetación de abedules indígenas con numerosas plantas perennes herbáceas y pequeños arbustos, incluyendo arándanos azules y rhododendron. 
El jardín botánico alberga líquenes y musgos, y son dignas de mención las especies Campanula barbata, Campanula excisa Schleicher (símbolo del jardín), Gentiana purpurea, Lilium martagon, Lonicera nigra, Prenanthes purpurea, y Rosa pendulina.